# Agrostis cruciata
Agrostis cruciata é uma espécie de gramínea do gênero Agrostis, pertencente à família Poaceae.